# Nínive (província)
Nínive (em árabe: نینوى; romaniz.: Nīnawā; em curdo: Neynewa; em siríaco: ܢܝܢܘܐ; romaniz.: Nīnwē) é uma das 19 províncias do Iraque. Tem 51 740 quilômetros quadrados e segundo censo de 2018, havia 814 371 habitantes. Sua capital fica em Moçul.